# Ихтиманска котловина
Ихтиманската котловина е котловина в централната част на Ихтиманска Средна гора, в Софийска област.
Ихтиманската котловина има форма на равнобедрен триъгълник, обърнат с върха си на югоизток. Дължината ѝ е около 16 км, а максималната ѝ ширина „в основата на триъгълника“ – до 10 км. Простира се в централната част наИхтиманска Средна гора между Вакарелска планина на северозапад и ридовете Белица на североизток, Ветрен (Еледжик) на югоизток и Септемврийски на юг-югозапад. Площта ѝ е около 106 км2, а средната ѝ надморска височина е от 620 до 700 м.
Оградните ѝ склонове са с различни наклони и размери – към Вакарелска планина са по-полегати и дълги, а към Септемврийски рид – резки, стръмни и праволинейни, ориентирани по дължината на ясно изразен разсед. Централните ѝ части са заети от обширно заравнено акумулативно поле (Ихтиманско поле). Склоновете ѝ са изградени от гнайси, гранити, пясъчници и конгломерати, а основата – от неоген-кватернерни утайки. Образувана е в резултат на тектонско потъване в края на горния плиоцен и кватернера. Климатът е умерено-континентален с чести температурни инверсии и мъгли през студените зимни месеци. Средна годишна температура 9,1 °C; средна януарска -2,3 °C; средна юлска 19,5 °C. Средна годишна валежна сума 548 мм. Отводнява се от река Мътивир (десен приток на Тополница) и нейните леви и десни притоци. В котловинното дъно почвите са чернозем-смолници и алувиално-ливадни. Климатичните и почвените дадености благоприятстват развитието на растениевъдството (картофи и зърнени култури) и животновъдството.
В центъра на котловината е разположен град Ихтиман, а по периферията ѝ още 8 села: Боерица, Венковец, Веринско, Живково, Мирово, Полянци, Стамболово и Черньово.
По източната периферия на котловината, от северозапад на югоизток, на протежение от 11,9 км преминава участък от автомагистрала „Тракия“.
Успоредно на нея и в същото направлание, на протежение от 16,3 преминава участък от първокласен път № 8 от Държавната пътна мрежа ГКПП „Калотина“ – София – Пловдив – ГКПП „Капитан Андреево“.
От запад на изток, на протежение от 12,2 преминава участък от третокласен път № 822 от Държавна пътна мрежа Самоков – Ново село – Ихтиман.
През средата на котловината, от северозапад на югоизток преминава и част от трасето на жп линията София – Пловдив.

## Топографска карта
- Лист от карта K-34-60. Мащаб: 1 : 100 000.